# BglII

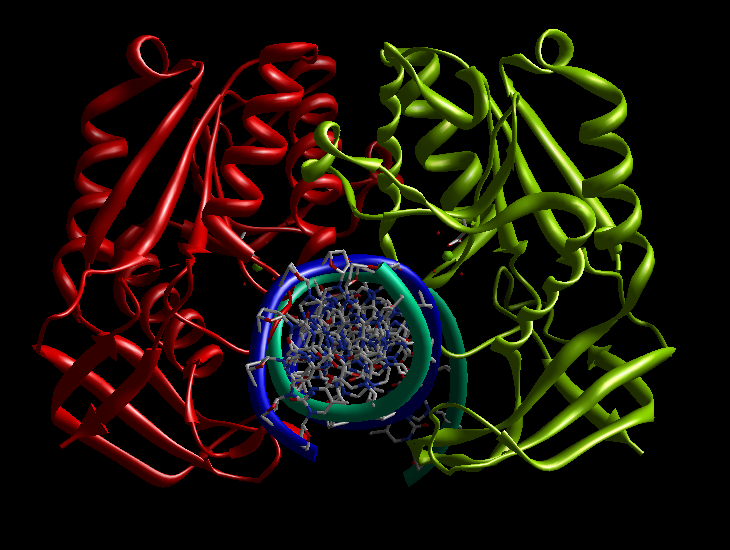
Sitio activo del enzima

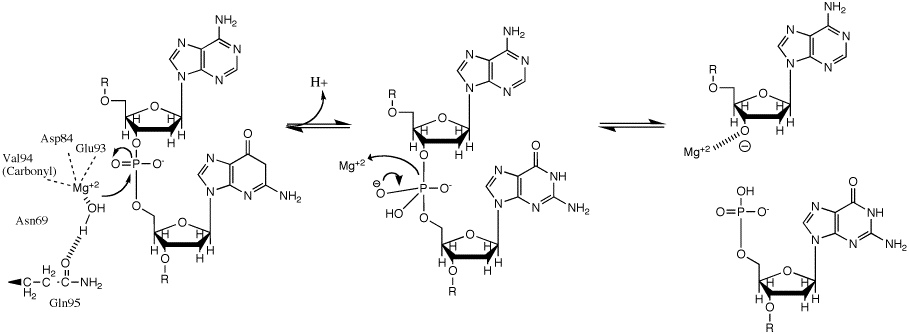
Mecanismo de acción de BglII

BglII es una enzima de restricción de tipo II producida por el microorganismo Bacillus globiggi que posee una diana de restricción en el ADN de cadena doble dependiente de una secuencia no metilada, palindrómica y asimétrica, sobre la cual su actividad catalítica hidrolasa genera extremos cohesivos.
La diana de restricción puede representarse según este diagrama:
| Sitio de reconocimiento | Resultado del corte   |
| 5' AGATCT 3' TCTAGA     | 5' A GATCT 3' TCTAG A |